# Ali al-Akbar ibn Husayn
Ali ibn al Hussein, connu sous le nom de Ali Akbar, est le fils de l’imam Al-Hussein ibn Ali, troisième imam des Chiites et de Layla bint Abi Murrah al-Thaqafi. Il avait deux frères. Ses autres deux frères ont été aussi appelés Ali : Ali Asghar ibn Husayn et Ali Zayn al-Abidin (le quatrième Imam des Chiites).  

## Dans la bataille de Karbala
Il fut le premier de Bani Hachem qui est allé au combat et il a été tué par Murrah ibn Munqidh dans la bataille de Kerbala.

## Caractéristiques
Il ressemblait tellement au prophète Mahomet que Husayn ibn Ali disait souvent : « chaque fois que je me souviens de mon grand-père maternel je regarde Akbar ».